# Caladenia longiclavata
Caladenia longiclavata là một loài thực vật có hoa trong họ Lan. Loài này được E.Coleman mô tả khoa học đầu tiên năm 1930.